# They Hunger
They Hunger es un videojuego de terror de un jugador. Es un mod del FPS de Valve Half-Life lanzado por Black Widow Games (compañía en la que trabajaba Neil Manke) en tres episodios, el primero en 1999, el segundo en 2000, y el final en 2001. Los tres fueron en un momento dado distribuidos con la revista PC Gamer.
Trata de un escritor con problemas económicos que va de viaje a un pequeño pueblo americano buscando inspiración para su nuevo libro, pero brota una plaga que convierte a las personas en muertos vivientes, algunos siendo capaces de usar armas.

## Trama

### Episodio 1: They Hunger
En la introducción se ve al conductor de radio, mencionando que han ocurrido extraños fenómenos en el clima que han traído lluvias y tornados fuertes, aconsejando al pueblo de quedarse en casa. Después, se ve al escritor conduciendo su auto por el pueblo, hasta que pasa al lado de un río y sufre un accidente, cayendo en el agua. El escritor nada hacia un túnel que lo lleva a las catacumbas antiguas del pueblo. Tras salir de estas, se dirige hacia la iglesia para pedir ayuda. Dentro, se escucha una transmisión de radio en la cual se menciona que ha habido casos reportados de ataques y canibalismo en los pobladores, y el sheriff del pueblo Chester Rockwood afirma que estos solo son "rumores esparcidos por la competencia para que pierda la re-elección". El fuerte sonido de las campanadas de la iglesia marcando la hora atrae a una horda de infectados, forzando al jugador a escapar. El lugar se llena rápidamente de infectados, así que el jugador sale de la iglesia por medio de los túneles abandonados. El jugador encuentra a un pastor, el cual esta esperando un rescate. Una camioneta aparece, pero se estrella con la iglesia, matando al pastor. El jugador llega a una pequeña cabaña, en la cual se encuentra un policía, sin embargo, este esta infectado, y es capaz de usar su arma de fuego en contra del jugador. En la entrada de la cueva al lado, un poblador moribundo dice que el jugador debe tratar de contactar a las autoridades por medio de la estación de radio en el centro del pueblo, este menciona que la mayoría de las fuerzas policiales del pueblo están infectadas o muertas. El jugador avanza por los pantanos hasta llegar a "la Grieta del Diablo", un volcán activo. El jugador se mueve a través de las cuevas del volcán, hasta llegar a las vías del tren. El jugador trata de avanzar, pero un tranvía lo persigue, para terminar chocando con un tren. El jugador usa el tren para avanzar en las vías, y encontrara varias situaciones donde se ve obligado a bajarse del tren para acomodar las vías o eliminar enemigos. El jugador llega a un almacén, que esta infestado de infectados. El jugador trata de avanzar en un pasillo hacia el pueblo, pero el suelo se rompe y cae en un ático. Tras salir del ático y llegar al pueblo, contacta a la policía, y estos le dicen que mientras espera a que las fuerzas lleguen, vaya a la estación de policía. El jugador combate con varios policías infectados, y llega a la estación de policía, pero descubre que es una trampa y lo encierran. En la estación, observa como el sheriff Chester Rockwood dirige a los infectados para atrapar a los pobladores y comerlos. Varios pobladores tratan de escapar, pero estos son asesinados. Un policía entra a la celda del jugador, para llevárselo y matarlo, culminando el episodio 1.

### Episodio 2: Rest in Pieces (Descansa en piezas)
Justo cuando el policía infectado está a punto de entrar en su celda, el jugador es salvado por un oficial de policía con un camión equipado con cohetes. Todavía desarmado, el jugador se ve obligado a reponer su arsenal él mismo (aunque es posible volver a ingresar a la estación de policía y recuperar varias armas perdidas). El jugador poco después entra en las alcantarillas. Allí se encuentra con extrañas criaturas acuáticas y se encuentra con varios policías estatales que han sido infectados después de llegar a la ciudad. Más tarde, el jugador llega a la planta de tratamiento de agua de Rockwell, y se hace evidente que el ejército se ha dado cuenta del problema y ha comenzado a enviar tropas para encargarse de los zombis, aunque su operación está fallando. El jugador se dedica a explorar el Asilo Rivendale para criminales dementes operado por el loco Dr. Franklin, creador de la horda de muertos vivientes. Una vez dentro, el jugador se encuentra con Alfred, el ex asistente del Dr. Franklin, quien le dice al jugador que fueron él y el Dr. Franklin quienes descubrieron cosas extrañas en el suministro de agua local que llevan a cualquier persona viva o muerta a un estado de media-vida. Él le dice al jugador que el Dr. Franklin estaba tratando de averiguar cómo estaba causando los zombis, pero terminó siendo infectado también. Luego, el jugador ingresa al laboratorio subterráneo del Dr. Franklin, donde es testigo de varios de los horribles experimentos del médico, como mantener vivas las cabezas desmembradas. Pronto, el jugador se ve obligado a luchar contra un ejército de monstruos no muertos parecidos a Frankenstein que cobran vida a través de la máquina de Franklin. Posteriormente, el Dr. Franklin es expulsado del área por uno de sus propios monstruos. El jugador también se encuentra con esqueletos reanimados que pueden disparar rayos de electricidad, además de los guardias de seguridad del asilo infectados, que son más fuertes y efectivos. El episodio termina con el jugador tratando de abrir las puertas al explotar una reserva de gasolina, pero sale mal y destruye todo el lugar.

### Episodio 3: Rude Awakening (Rudo despertar)
El episodio final comienza cuando el jugador tiene una pesadilla, en la cual se revela que los fenómenos climáticos crearon la infección. Posteriormente, una enfermera despierta al jugador, y este se da cuenta de que se encuentra en el hospital comunitario de Rockwell, que ha sido invadido por zombis antes de que él se despertara. Después de salir del hospital, él, a pie, recorre varias millas de campo abierto y llega a una pequeña granja que ha sido invadida por los muertos vivientes. Además de los granjeros, la mayoría del ganado local y otros animales también han sido infectados y resultan ser un gran peligro. También pasa por alto una estructura similar al Stonehenge en el camino. Eventualmente, el jugador regresa al asilo ahora destruido. Sin embargo, el jugador es nuevamente capturado y llevado de regreso al campo en la estructura similar al Stonehenge. Aquí, el jugador ve al Sheriff Rockwood dando un discurso a las hordas de infectados que pronto se disuelve cuando el ejército ataca. El jugador escapa y vuelve sobre sus pasos hasta el patio de trenes de la granja, y en el camino es testigo del hecho de que el ejército está claramente abrumado por la amenaza de los zombis. Después de abordar un vagón de tren, llega nuevamente al asilo. Allí conoce al ayudante Jerry Hoobs, quien tiene un plan para salir de la ciudad con el jugador en un helicóptero. Sin embargo, no puede abrir la puerta del hangar, por lo que el jugador debe luchar a través del manicomio, que ahora está invadido por soldados infectados, para encontrarse con él en el otro lado. De camino al hangar, el Sheriff Rockwood y el Dr. Franklin (quien sobrevivió a la explosión del asilo y ha sido reconstruido como un cyborg mitad zombi, mitad máquina) ven al jugador en el asilo y activan la alarma. El jugador logra llegar al helicóptero y escapar con Hoobs antes de que la seguridad zombificada pueda detenerlo. El juego llega a su clímax cuando el jugador y el diputado se ven obligados a luchar contra el cyborg Dr. Franklin en el patio de trenes del asilo. Después de la derrota del médico, el Sheriff Rockwood persigue al jugador en otro helicóptero con una ametralladora montada. El jugador derrota al sheriff y lo envía en picado hacia uno de los grandes lagos antes de explotar. El juego termina con el jugador y el diputado volando hacia la puesta de sol mientras la canción "You Are What I Eat" suena junto con los créditos finales.

## They Hunger: Lost Souls
Alrededor de 2004 se rumoreaba de que había un juego de They Hunger en Source siendo creado, llamado They Hunger: Source. Estos rumores fueron confirmados en 2005. junto con un mod en desarrollo llamado They Hunger: Lost Souls. Presuntamente dejaron de desarrollarlo en septiembre de 2006, pero poca información se encontró. De acuerdo al programador líder de Black Widow Games Einar Saukas, Neil Manke se enfermó durante el desarrollo y no ha podido contactarlo desde entonces.
Poco se sabe de la trama, pero no tenía nada relacionado con el juego original. Consistía en un turista llegando un pueblo en algún área en el norte de Europa, sucediendo en 1960.
En 2009 se filtraron 2 versiones de desarrollo, una del 2006 y otra del 2008.

## Port para Dreamcast
En el 2000, se realizó un concurso en el cual se escogieron mods de la comunidad de Half-Life para crear un port para Dreamcast, entre ellos, They Hunger. El proyecto quedó abandonado y sin terminar, pero logró tener un lanzamiento bastante limitado, ya que apenas existen copias de este. Este contiene varios bugs, lo que lo hace casi injugable.

## Recepción
They Hunger es considerado como uno de los mejores mods para Half-Life, debido a que el grado de modificación estaba muy avanzado para su época, además de que fue uno de los primeros mods que hacían una completa conversión del juego. Es considerado un mod de culto para muchos en su comunidad, y hoy en día se sigue jugando Cuenta con más de 13,000 descargas solo en el sitio de ModDB.